# Assises de l'économie de la mer
Les Assises de l’économie de la mer sont un évènement annuel qui réunit l’ensemble de la communauté maritime française : dirigeants et représentants de petites, moyennes entreprises et plus grosses sociétés, représentants de la haute administration et de la Défense ou ingénieurs.
L’évènement attire aussi des personnalités politiques. Le 8 novembre 2016 à La Rochelle, François Hollande est devenu le premier président de la République en exercice à venir à la rencontre du monde maritime aux Assises de l’économie de la mer. L’édition 2016 a également reçu la visite de Jean-Luc Melenchon, alors candidat à l’élection présidentielle,. Alain Vidalies, secrétaire général de la mer, faisait aussi partie des intervenants.
Des personnalités du secteur comme Michel Desjoyeaux, Catherine Chabaud, Marc Van Peteghem, Yves Lyon-Caen (président de la Fédération des Industries Nautiques) ou encore Annette Roux (présidente de la fondation Bénéteau) se sont rendues à La Rochelle en 2016.
Les thèmes abordés lors des conférences et tables rondes des Assises de l’économie de la mer les 8 et 9 novembre 2016 à La Rochelle étaient notamment l’essor de la croisière, les problématiques portuaires, les enjeux maritime du Brexit, la filière nautique, les énergies marines renouvelables, la marine marchande européenne, les nouveaux navires de pêche, la place de la mer dans l’Éducation Nationale ou encore les nouveaux moyens de la Marine Nationale.
Les Assises de l’économie de la mer sont organisées par le marin et Ouest-France en partenariat avec le Cluster Maritime Français, en collaboration avec l'institut français de la mer,.
L’édition 2017 des Assises se sont tenues au Carré des Docks, au Havre, les 21 et 22 novembre et l'édition 2018 à Brest les 27 et 28 novembre. EN 2019, les Assises prendront le cap vers Montpeliier.